# 古虫界
古虫界（学名：Excavata）是单细胞生物的一个主要超級群組，屬於真核生物域，此群組最初由 Simpson 和 Patterson 於1999 年提出，之後湯瑪斯·卡弗利爾-史密斯於2002年引入其作為一個支序親緣學分類。古虫界包含了许多自由生存或共生的原生生物，以及一些重要的人体寄生虫，例如賈第蟲和毛滴蟲。古虫界的生物原屬於原生生物界（Protista），一個現在已棄用的分類。它們擁有獨特的超微細胞結構，被認為是真核生物的基群。

## 命名
學名  意為「挖掘」，因部分古蟲界物種具有一條攝食溝，像是被挖出來的一樣。
中文翻譯为「古虫」，是因为在真核生物的系统发生树处于底部位置，与古菌等外群关系较近，线粒体可能缺失或功能原始。

## 特性
许多古虫界的物种缺乏典型的线粒体，被称作「无线粒体原生生物」（amitochondriate），虽然大多数可能包含了功能上类似于线粒体、形态有很大变化的细胞器。其它的古虫界的生物有线粒体，线粒体嵴呈管状、盘状、薄片状。大多数古虫界物种有两个、四个甚至更多的鞭毛，很多物种有显著的腹部摄食沟（feeding groove）超微结构，内部由微管支撑。如果有系统发生的基因证据，其它缺乏这一特征的物种也可以归属于古虫界。

## 分类
古虫界在门/纲的级别上分为六类。
| 总门                   | 门/纲                                   | 有代表性的属                                   | 描述                                                                      |
| ---------------------- | --------------------------------------- | ---------------------------------------------- | ------------------------------------------------------------------------- |
| 盘嵴亚界 Discoba或JEH  | 眼虫门 Euglenozoa                       | 眼虫（Euglena）、锥虫（Trypanosoma）           | 很多是重要的寄生虫，很多含有色素体（叶绿体）                              |
| 盘嵴亚界 Discoba或JEH  | 透色门 Percolozoa或渗养门 Heterolobosea | 耐格里原虫（Naegleria）、集胞黏菌（Acrasis）   | 大多数的形态在鞭毛虫与似变形虫之间                                        |
| 盘嵴亚界 Discoba或JEH  | 雅各巴虫纲 Jakobea                      | 雅各巴虫（Jakoba）、异养鞭毛虫（Reclinomonas） | 自由生活，有的具鞭毛，有基因丰富的线粒体                                  |
| 后滴门 Metamonada或POD | 前軸柱纲 Preaxostyla                    | 銳滴虫 (Oxymonads)、三鞭毛虫（Trimastix）      | 无线粒体，有鞭毛，或者自由生活（三鞭毛虫）或者寄生于昆虫的后肠（hindgut） |
| 后滴门 Metamonada或POD | 多鞭毛虫纲 Trichozoa或Fornicata         | 贾第虫（Giardia）、Carpediemonas               | 无线粒体，大多数共生或寄生在动物体内。                                    |
| 后滴门 Metamonada或POD | 副基体纲 Parabasalia                    | 毛滴虫属（Trichomonas）                        | 无线粒体有鞭毛，一般共生在昆虫肠内。某些是人体寄生虫。                    |

### Discoba或JEH亚界
眼虫门（Euglenozoa）与透色门（Percolozoa, Heterolobosea）是特别接近的亲缘关系，都具有盘状的线粒体嵴，因此被归纳为盘嵴总门（Discicristata）。2007年，一项研究表明盘嵴总门与Jakobida目具有基因亲缘关系 Jakobida目具有类似于其它原生生物的管状线粒体嵴，因此与盘嵴总门合称为Discoba亚界或三者首字母缩写——JEH总界。

### 后滴门
后滴门（Metamonad）不寻常地缺少了典型的线粒体——代替线粒体，这些生物具有氢化酶体（hydrogenosome），纺锤剩体（mitosome）或其它未识别的细胞器。共同特点是都没有线粒体。基因分析表明，这些生物的细胞核中有线粒体的基因标志。这些生物都是寄生生活的，能够从其它来源获得ATP。源真核生物的一个例子是毛滴虫（Trichomonas Vaginalis），是常见的尿路感染，通过性接触传播。

### 单系起源
古虫界是否为单系群（monophyletic group），仍然缺乏基因证据。可能是几个并行的进化分支。
某些古虫界的物种被认为是非常原始的真核生物，位于进化树的底部。这示意古虫界可能是多系群，包含着其它原生生物的祖先。但这也可能是由于长枝吸引（long branch attraction），这已经在微孢子虫（microsporidia）中有过前例。

### 马拉维单胞虫
除上述类群外马拉维单胞虫纲（Malawimonas）由于其分子系统学证据被认为可能是古虫中的一种，但其在其中的系统位置待定。

## 参見
- 源真核生物界
- 真核生物
- 原生生物